# طویل‌دره
طویل‌دره جماعت و شهرکی در کشور تاجیکستان است که در ناحیهٔ طویل‌دره ناحیه‌های تابع جمهوری قرار دارد. جمعیت این جماعت ۴۰۶۷ است.